# Gaj Gruszczański
Gaj Gruszczański – wieś w Polsce położona w województwie lubelskim, w powiecie zamojskim, w gminie Radecznica.
W latach 1975–1998 miejscowość administracyjnie należała do województwa zamojskiego.
Wieś stanowi sołectwo gminy Radecznica.